# Denilson Santos Rodrigues
Denilson Santos (Denis) (* Santa Inés, Pará, Brasil, 9 de febrero de 1983) es un futbolista brasileño y actualmente no tiene equipo.

## Trayectoria
Denis comenzó su carrera como futbolista en las divisiones inferiores del equipo Castanhal Esporte Clube de Brasil, haciendo su debut en 2002 a los 19 años de edad. Luego fue prestado a uno de los grandes clubes del torneo Paraense, el Tuna Luso de la ciudad capital estatal, Belém. De ahí regresó al Castanhal Esporte Clube, antes salir a jugar fuera de su país.
En el año 2007, pasó a Norteamérica, a la USL Premier Development League (Una de las ligas profesionales que hay en E.U.A. y Canadá detrás de la MLS), al club Toronto Lynx. Estando en esta ciudad canadiense, Toronto, fue contratado por el Portugal F.C. de la Canadian Soccer Ligue. En estos dos equipos canadienses jugó al lado de su compatriota, Helinho.
En agosto de 2008, Millonarios viajó a Toronto, Canadá a jugar un partido amistoso contra el Barcelona de Ecuador. Como no pudo llevar suficientes jugadores, pidió en préstamo dos futbolistas al Portugal F.C. Este equipo les prestó a Helinho y a Denilson Santos Rodrigues.
Luego de este partido, los dos jugadores brasileños decidieron venir a probarse al club bogotano. El técnico albiazul y la directiva les dieron el visto bueno y firmaron contrato por el resto del semestre.
Denis debutó con el equipo azul a finales del mes de septiembre de 2008, en el estadio El Campín, en un juego frente al Atlético Nacional, uno de los más grandes rivales de Millos.
Es un jugador de armado, que maneja bien el perfil derecho, juega por el centro de la cancha como enlace. Como todo los jugadores brasileños tiene muy buena técnica y mucho carisma.

## Clubes
| Club                    | País     | Año       |
| ----------------------- | -------- | --------- |
| Castanhal Esporte Clube | Brasil   | 2002-2004 |
| Tuna Luso               | Brasil   | 2005      |
| Castanhal Esporte Clube | Brasil   | 2006      |
| Toronto Lynx            | Canadá   | 2007      |
| Portugal FC             | Canadá   | 2008      |
| Millonarios             | Colombia | 2008-2010 |